# Токро гвіанський
Токро гвіанський (Odontophorus gujanensis) — вид куроподібних птахів родини токрових (Odontophoridae).

## Поширення
Вид поширений в Центральній та Південній Америці від Коста-Рики до крайнього північного Парагваю. Природним середовищем існування є низинний тропічний або вологий субтропічний ліс на висотах до 1200 м над рівнем моря.

## Опис
Тіло завдовжки від 23 до 29 см. Спина та крила коричневі з чорними смужками. Шия та плечі сіро-коричневі. Передня частина маківки та щоки червонувато-коричневі, чубчик на голові темно-коричневий. Нижня частина тіла темно-коричнева. Дзьоб міцний, темного кольору,. Ноги блакитно-сірі. Райдужна оболонка коричнева, навколо очей є ділянка червоної оголеної шкіри.

## Підвиди
- Odontophorus gujanensis castigatus Bangs, 1901 — поширений лише на обмеженій території в Коста-Риці
- Odontophorus gujanensis marmoratus (Gould, 1843) — від східної Панами до північної Колумбії та північно-західної Венесуели
- Odontophorus gujanensis medius Chapman, 1929 — на півдні Венесуели та північному заході Бразилії.
- Odontophorus gujanensis gujanensis (J.F.Gmelin, 1789) — зрідка трапляється на південному сході Венесуели; звідти його ареал поширюється на схід через Гаяну до Суринаму та Французької Гвіани і на південь через частини Бразилії до крайнього північного Парагваю
- Odontophorus gujanensis buckleyi C.Chubb, 1919 — на сході Колумбії, на сході Еквадору та на півночі Перу
- Odontophorus gujanensis rufogularis Blake, 1959 — ендемічний для північно-східного Перу.
- Odontophorus gujanensis pachyrhynchus Tschudi, 1844 — на сході Перу та на заході Болівії.
- Odontophorus gujanensis simonsi C.Chubb, 1919 — ендемік східної Болівії.